# Slow Fox

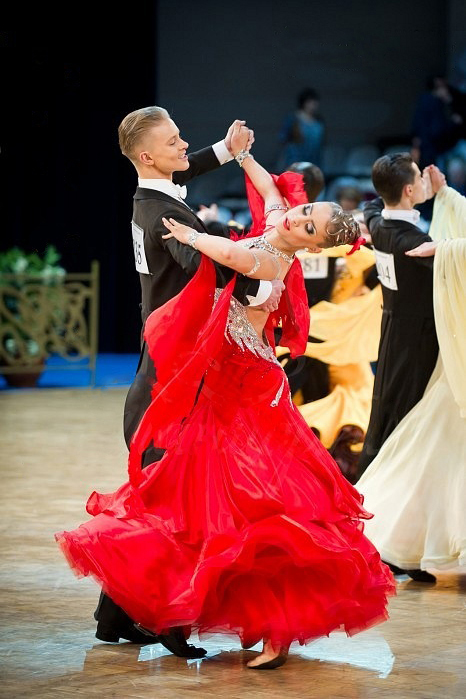
Slow Fox

El Slow Fox es un estilo de baile que nació en los años 1920 y debe su nombre a su creador, un estadounidense llamado Harry Fox.
A finales de la Primera Guerra Mundial, el Slow-Fox consistía en: «walks», «three steps», «slow walk» y un tipo de vuelta en espiral. A finales de 1918, el slow-fox se popularizó mucho, y pasó a ser conocido como «jazz-roll». Hacia 1919, un estadounidense llamado Morgan, introdujo una variación a la vuelta en espiral, la cual fue nombrada «Morgan-turn». En 1920, G.K. Anderson introdujo el «feather step» y el cambio de dirección, figuras sin las cuales no nos podemos imaginar el slow-fox actual. Los años 30 fueron la época dorada de este baile, y fue entonces cuando el slow fox se introdujo en los bailes estándar.

## Características
Variante lenta del Foxtrot. Es el más técnico de los bailes de salón. Su estructura es de 4 tiempos por compás, bailado a 30 compases por minuto con pasos largos y deslizados, añadiendo también un movimiento ondulante pero mucho menos pronunciado que el del vals inglés.